# 阿泽
阿泽（法語：Azé，法語發音：[aze]）是法国马耶讷省的一个旧市镇，属于贡捷堡区。2019年1月1日，阿泽与市镇贡捷堡（马耶讷省副省会）和圣福尔合并为新市镇马耶讷河畔贡捷堡（Château-Gontier-sur-Mayenne），新市镇接替贡捷堡成为马耶讷省的副省会。

## 地理
阿泽（47°49'17"N, 0°41'6"W）面积29.67 平方千米，位于法国卢瓦尔河地区大区马耶讷省，该省份为法国西北部内陆省份，北起芒什省和奧恩省，西接伊勒-维莱讷省，南至曼恩-卢瓦尔省，东临萨尔特省。
与阿泽接壤的市镇（或旧市镇、城区）包括：贡捷堡、沙特兰、库德赖、弗罗芒蒂耶尔、格莱兹河畔热讷、马耶讷河畔卢瓦涅、梅尼勒、圣福尔。
阿泽的时区为UTC+01:00、UTC+02:00（夏令时）。

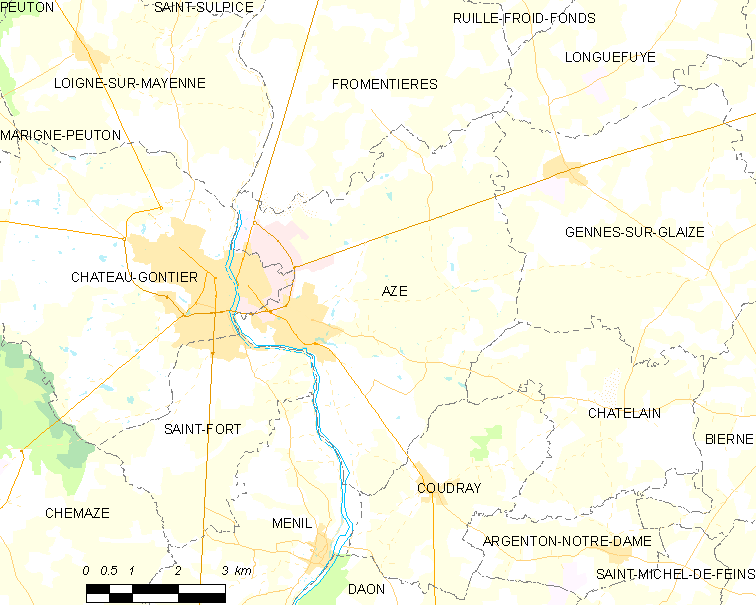
阿泽的OSM定位图

## 行政
阿泽的邮政编码为53200，INSEE市镇编码为53014。

## 政治
阿泽所属的省级选区为马耶讷河畔贡捷堡第一县。

## 人口

1962-2008年间阿泽人口变化图示

阿泽于2018年1月1日时的人口数量为3421人。